# ヨット化
ヨット化 (英: iotation) とは、スラヴ語において子音が後続する硬口蓋接近音/j/と接触した際に生じる口蓋化の形態の一つである。表記上 /j/ はギリシャ文字 Ι（イオタ）に由来するキリル文字 І で表される。ヨット化は前舌母音のみが関与する第一次口蓋化とは区別される現象であるが、引き起こす最終的な変化は類似している。

## 音変化
ヨット化は唇音(/m/, /b/ など)、歯音(/n/, /s/, /l/ など)、軟口蓋音(/k/, /ɡ/, /x/ など)のいずれかがヨット化した母音、つまり硬口蓋接近音/j/が先頭にある母音と接触したときに発生する。それにより、子音は部分的か、もしくは完全に口蓋化される。多くのスラヴ語でヨット化した子音は軟子音と呼ばれ、ヨット化の過程は軟音化と呼ばれる。
ヨット化は子音の口蓋化を引き起こすため、前舌面は子音の調音中及び調音後には持ち上げられた状態にある。また、ヨット化した子音は硬口蓋音または歯茎硬口蓋音への完全な音変化をする場合もある。
下の表は現代のスラヴ語における典型的なヨット化の結果をまとめたものである。
| 唇音   | 唇音           | 唇音         | 歯音/歯茎音 | 歯音/歯茎音    | 歯音/歯茎音  | 軟口蓋音/声門音 | 軟口蓋音/声門音 | 軟口蓋音/声門音 |
| 変化前 | 部分的な音変化 | 完全な音変化 | 変化前      | 部分的な音変化 | 完全な音変化 | 変化前          | 部分的な音変化  | 完全な音変化    |
| ------ | -------------- | ------------ | ----------- | -------------- | ------------ | --------------- | --------------- | --------------- |
| p      | pʲ             | pj, pʎ       | t           | tʲ             | c, tɕ, tʃ    | k               | kʲ              | c, tɕ, tʃ       |
| b      | bʲ             | bj, bʎ       | d           | dʲ             | ɟ, dʑ, dʒ    | ɡ               | ɡʲ              | ɟ, dʑ, dʒ       |
| f      | fʲ             | fj, fʎ       | s           | sʲ             | ɕ, ʃ         | x               | xʲ              | ç, ɕ, ʃ         |
| v      | vʲ             | vj, vʎ       | z           | zʲ             | ʑ, ʒ         | ɣ               | ɣʲ              | ʝ, ʑ, ʒ         |
| m      | mʲ             | mj, mʎ, mɲ   | n           | nʲ             | ɲ            | h               | hʲ              | ç, ɕ            |
|        |                |              | l           | lʲ             | ʎ            | ɦ               | ɦʲ              | ʝ, ʑ            |

多くの研究者によれば、ヨット化はスラヴ祖語の話されていた時代である5世紀ごろに起こり始め、恐らくは各方言への分化までの数世紀に及んで続いたとされている。
下は初期段階におけるヨット化の例である。
- *kĭasĭa (スラヴ祖語)> чаша (ロシア語, ウクライナ語, マケドニア語, ブルガリア語), číše (チェコ語), čaša (セルビア・クロアチア語)

## 正書法

### ヨット化された母音
硬口蓋接近音/j/が、語頭にある母音の前、もしくは語中の２つの母音の間に挿入されることで/j/の直後の母音はヨット化され、後者は部分的な二重母音を形成する。ヨット化された母音として、例えば、リンゴを意味するロシア語の単語 яблоко (jabloko) はインド・ヨーロッパ祖語の語幹 *ābol- を含み、英単語のappleと同根語であるが、ロシア語の単語の語頭にヨット化が見られる。ヨット化の結果、スラヴ語に固有な語根は、他の母音が先頭に立ちうるのに対し[e], [a]は先頭に立たず、[je],[ja]のみが先頭に立つようになった。
元来のキリル文字はスラヴ語のヨット化された母音を表すために色々な種類の文字を使う複雑な方法を取っている。キリル文字にはヨット化された母音を表す文字が存在する。しかし、それらは先行する子音を口蓋化するためだけに使用される場合がある。これは、母音のヨット化と子音の口蓋化がしばしば混同される原因である。また、軟音記号(ь)と硬音記号（ъ）の２つの文字も母音のヨット化を引き起こす。加えてьは先行する子音を口蓋化するので、２つの記号により口蓋化子音(軟子音)と非口蓋化子音(硬子音)のどちらもがヨット化した母音の/j/と組になることができる。(かつてьとъはそれぞれ[i]と[u]の音価を表していた。２つの文字の厳密な使用法は言語によって異なる。)
表記におけるヨット化された文字の使用は必ずしも音声学的なヨット化の発生を意味しない。ほとんどの正書法でヨット化された母音は子音に後続していても音声学的にはヨット化されていないが、ヨット化された文字は母音や軟音・硬音記号の後、そして単独で用いられた場合にもヨット化された発音を意味する。
ヨット化された文字は、初期キリル文字のIと母音の合字として構成される。
| ヨット化されていない母音 | ヨット化されていない母音 | ヨット化されていない母音 | ヨット化された母音 | ヨット化された母音 | ヨット化された母音 | 備考                       |
| 名称                     | 字形                     | 音価                     | 名称               | 字形               | 音価               | 備考                       |
| ------------------------ | ------------------------ | ------------------------ | ------------------ | ------------------ | ------------------ | -------------------------- |
| A                        | А                        | /a/                      | Iotated A          | Ꙗ                  | /ja/               | 現在はJa (Я)に置き換わった |
| Est'                     | Є                        | /e/                      | Iotated E          | Ѥ                  | /je/               | 現在は用いられない         |
| Uk                       | Оу                       | /u/                      | Iotated uk         | Ю                  | /ju/               | Ukは U (У)の古形           |
| Little Jus               | Ѧ                        | /ẽ/                      | Iotated little yus | Ѩ                  | /jẽ/               | 現在は用いられない         |
| Big Jus                  | Ѫ                        | /õ/                      | Iotated big yus    | Ѭ                  | /jõ/               | 現在は用いられない         |

古い碑文では他のヨット化された文字も見つかっているが、通常の文字体系には含まれない。
同じヨット化の機能を持つ文字も存在するが、字形が前述の合字と同様に作られているわけではない。
| ヨット化されていない母音 | ヨット化されていない母音 | ヨット化されていない母音 | ヨット化された母音 | ヨット化された母音 | ヨット化された母音 | 備考                                                                                        |
| 名称                     | 字形                     | 音価                     | 名称               | 字形               | 音価               | 備考                                                                                        |
| ------------------------ | ------------------------ | ------------------------ | ------------------ | ------------------ | ------------------ | ------------------------------------------------------------------------------------------- |
| A                        | Аа                       | /a/                      | Ja                 | Яя                 | /ja/               | 東スラヴ語群の文字体系では一般的                                                            |
| E                        | Ээ                       | /e/                      | Je                 | Ее                 | /je/               | ロシア語とベラルーシ語で用いられる                                                          |
| E                        | Ее                       | /e/                      | Je                 | Єє                 | /je/               | ウクライナ語で用いられる                                                                    |
| I                        | Іi                       | /i/                      | Ji                 | Її                 | /ji/               | ウクライナ語で用いられる                                                                    |
| O                        | Оо                       | /o/                      | Jo                 | Ёё                 | /jo/               | ベラルーシ語とロシア語で用いられ、ウクライナ語では"Йо" という二文字の組が代わりに用いられる |
| U                        | Уу                       | /u/                      | Ju                 | Юю                 | /ju/               | 東スラヴ語群の文字体系では一般的                                                            |

### ヨット化された子音
以下はセルビア語及びマケドニア語におけるヨット化された子音を表す文字である。
| 名称 | 字形 | 音価       |
| ---- | ---- | ---------- |
| Lje  | Љ љ  | */lʲ/→/ʎ/  |
| Nje  | Њ њ  | */nʲ/→/ɲ/  |
| Tje  | Ћ ћ  | */tʲ/→/tɕ/ |
| Dje  | Ђ ђ  | */dʲ/→/dʑ/ |
| Kje  | Ќ ќ  | */tʲ/→/c/  |
| Gje  | Ѓ ѓ  | */dʲ/→/ɟ/  |